# Gebrochene Grotesk

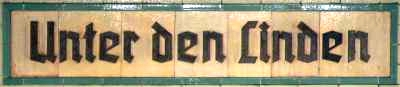
Berliner S-Bahnhof Unter den Linden von 1936

Gebrochene Grotesk, auch Fraktur-Grotesk oder Schlichte Gotisch, ironisierend auch Schaftstiefelgrotesk, bezeichnet eine Form gebrochener Schriften aus den 1930er Jahren mit versachlichten Formen und (nahezu) konstanter Strichstärke.
Man bezeichnet diese gebrochenen Schriften als „grotesk“ im Sinne des typografischen Adjektivs, da sie typische Merkmale grotesker Schriften aufweisen. Anders als ihr Name suggeriert, zählt man sie jedoch nicht zur Klasse Grotesk (bzw. Sans Serif oder serifenlose Linear-Antiqua), da sie nicht auf der Antiqua beruhen.

## Entstehung und Merkmale

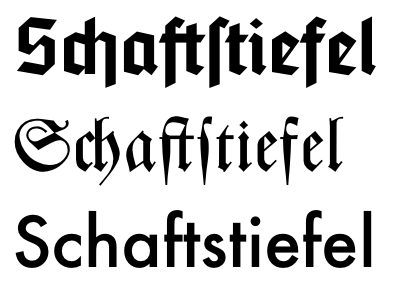
Gebrochene Grotesk von 1935 (Tannenberg fett) mit einem S, das in der Form dem Schluss-s derselben Schrift gleicht. Darunter eine Fraktur von 1939 (Zentenar) und eine Grotesk von 1927 (Futura)

Ab 1930 kam eine Gruppe grotesker Schriften auf den Markt, die auf gotischen Buchstabenformen basiert. Sie vereinen die kantige und überwiegend senkrechte Strichführung der gotischen Textura mit den konstanten Strichstärken der Groteskschriften. Die Glyphen wirken, als hätte der (gedachte) Schreiber die Spitze der Bandzugfeder nicht so wie traditionell üblich in einem annähernd konstanten Winkel zur Horizontalen gehalten, sondern vielmehr stets so gedreht, dass fast jede Linie in fast maximaler Strichstärke gezogen wird. Zu den wenigen Ausnahmen hiervon zählen Aufstriche wie zum Beispiel die Querlinie beim kleinen e. Im Gegensatz zu anderen gebrochenen Schriften sind die Großbuchstaben im Verhältnis zu den Kleinbuchstaben nicht oder nur minimal verziert. Dadurch wirken diese Schriften sachlicher und die Großbuchstaben entsprechen mehr den modernen Lesegewohnheiten.
Da gebrochene Schriften keine Serifen wie Antiqua-Schriften haben, gibt es keine Unterscheidung nach der Form oder ggf. Abwesenheit der Serifen. Jedoch werden die in gebrochenen Schriften sonst oft vorkommenden Quadrangel, Schnörkel und andere Zierabschlüsse in der gebrochenen Grotesk ganz oder teilweise weggelassen.

## Beispiele

### Allgemeine Schriften
- Wallau (1924–1930) von Rudolf Koch
- Tannenberg (1933–1935) von Erich Meyer
- National (1934) von Walter Höhnisch
- Element (1934) von Max Bittrof
- Potsdam (1934) von Robert Golpon (Trennert)
  - Staufia (1935), Golpon (C. E. Weber)
- Gotenburg (1935–37) von Friedrich Heinrichsen
- Kurmark (1934), Hausschnitt Norddeutsche Schriftgießerei, Berlin
- Kursachsen Auszeichnung (1937) von Peterpaul Weiß
- Großdeutsch (1935) von Herbert Thannhaeuser
- Deutschmeister (1934) von Berthold Wolpe
- Sachsenwald-Gotisch (1934) von Berthold Wolpe
- Marienburg, Genzsch & Heyse; identisch mit Deutschland, Berthold
- Armin-Gotisch (1933) von Fritz Müller

### Auszeichnungsschriften
Eher in der Tradition grober, fetter gebrochener Schriften als Auszeichnungsschrift, insbesondere für die Werbung, stehen etwa folgende Schriften:
- Werbedeutsch (1933) von Herbert Thannhaeuser
- Trump Deutsch Fett (1936) von Georg Trump, H. Berthold AG

## Bewertung

### Elementare Typografie
Da diese Schriften in Deutschland kurz vor oder nach der Machtergreifung Adolf Hitlers entworfen wurden, sind sie für viele Betrachter inhaltlich eng mit dem Nationalsozialismus verknüpft. Die Formgestaltung lässt sich aber auch als Ausdruck der Neuen Sachlichkeit verstehen und als Versuch, Gestaltungsprinzipien der Elementaren Typographie auf gebrochene Schriften anzuwenden.
Die meisten zeitgenössischen und nachfolgenden Betrachter sind sich einig, dass diese Schriften dem damaligen Zeitgeist entsprechen. Ein Werbetext von 1934 lobt etwa die Vorzüge der neuen Schrift Element:

„Element – Die klare deutsche Schrift der neuen Typographie. Die deutsche Schrift lebt fort als der sichtbare Ausdruck deutschen Wesens. Sie gehört nicht der Vergangenheit an. Und deshalb haben wir die Verpflichtung, mehr zu tun, als Formen der Vergangenheit abzuwandeln und zu wiederholen.“

### Typographische Klassifizierung
Die genaue typographische Einordnung der Tannenberg-artigen Schriften ist umstritten. Die damalige Suche nach einer zeitgemäßen Form für gebrochene Schriften fasste der Schriftgießer Friedrich Genzsch 1928 in den Worten zusammen:

„Es wäre […] ein ebenso falsches wie vergebliches Bemühen, wenn wir für unsere Gegenwart und Zukunft irgendeinen der historischen Stile festhalten oder neu beleben wollten. Folgerichtig drängt die Entwicklung unserer Maschinentechnik nach einfachsten Gestaltungen und klarsten Ausdrucksformen.“

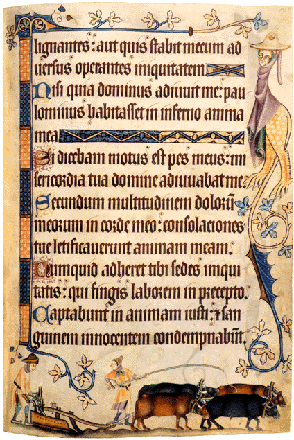
Manuskript in textualis prescissa, 14. Jahrhundert

Hans Peter Willberg sieht die Tannenberg-artigen als Beispiele einer schlichten Gotisch in einer langen Tradition vereinfachter, schmuckloser gebrochener Schriften. Er verweist insbesondere auf die handgeschriebene textualis prescissa aus dem 15. Jahrhundert und auf die neu-gotischen Schriften der Wende zum 20. Jahrhundert. Weitere Beispiele sind etwa:
- Hamburger Druckschrift (1904) von Friedrich Bauer
- Liebingschrift (1912) von Kurt Liebing; 1934 als Nürnberg wiederveröffentlicht
- Wieynck-Werk (1930) von Heinrich Wieynck

### „Schaftstiefelgrotesk“

In Schaftstiefeln marschierende SA, 1935

Laut Willberg sprach „der Setzervolksmund“ (siehe Druckersprache) schon in den 1930er Jahren ironisierend von Schaftstiefelgrotesk. Jedoch ist das Wort vor 1993 nicht schriftlich nachweisbar. Möglicherweise hat es Willberg selbst geprägt. Das sprachliche Bild einer „in Schaftstiefeln marschierende(n)“ Schrift findet sich schriftlich 1960 in Jan Tschicholds bekanntem Werk Erfreuliche Drucksachen durch gute Typographie, allerdings mit Bezug auf einen anderen Schriftentwurf von Rudolf Koch aus dem Jahr 1910.

## Einsatz

### Zeit des Nationalsozialismus
Während der Zeit des Nationalsozialismus fanden die gebrochenen Groteskschriften bei verschiedenen Projekten Verwendung. Der 3 Meter hohe und 15 Meter lange Schriftzug „Hindenburg“ auf dem Luftschiff LZ 129 wurde 1936 von Georg Wagner entworfen. Zur gleichen Zeit wurden auch die Mützenbänder der Matrosen und die Namensaufschriften der Schiffe der Kriegsmarine in diesen Schriften gestaltet. Die Schriften fanden sich auch bei anderen Uniformen und auf öffentlichen Schriftschildern. In den Bahnhöfen der anlässlich der Olympischen Sommerspiele 1936 eröffneten Berliner Nordsüd-S-Bahn wurde die Tannenberg-Schrift verwendet.

### Weitere Verwendung
Auch nach Ende der nationalsozialistischen Diktatur haben sich diese Schriften im deutschen Alltag gehalten. Das rote Logo der deutschen Apotheken entspricht weitestgehend dem Originalentwurf von 1936. Aber auch Biermarken und Zeitungsköpfe verwenden diese Schriften noch heute. Eine gewisse Beliebtheit hatten sie auch bis in die 1960er Jahre bei der Evangelischen Kirche.
In den 1970er Jahren entwickelten mehrere Rockbands Logos mit einer reduzierten gebrochenen Ästhetik, zum Beispiel AC/DC und Kiss. Im Thrash-Metal-Bereich sind Bandlogos üblicherweise aus gebrochenen, an Groteske angelehnten Buchstaben erstellt. Oft sind diese sehr schlicht gehalten, wie zum Beispiel bei Overkill und Kreator, aber auch verspielte Ausgestaltungen, etwa mit Zacken, wie bei Exodus, sind oft anzutreffen.

## Schriftbeispiele

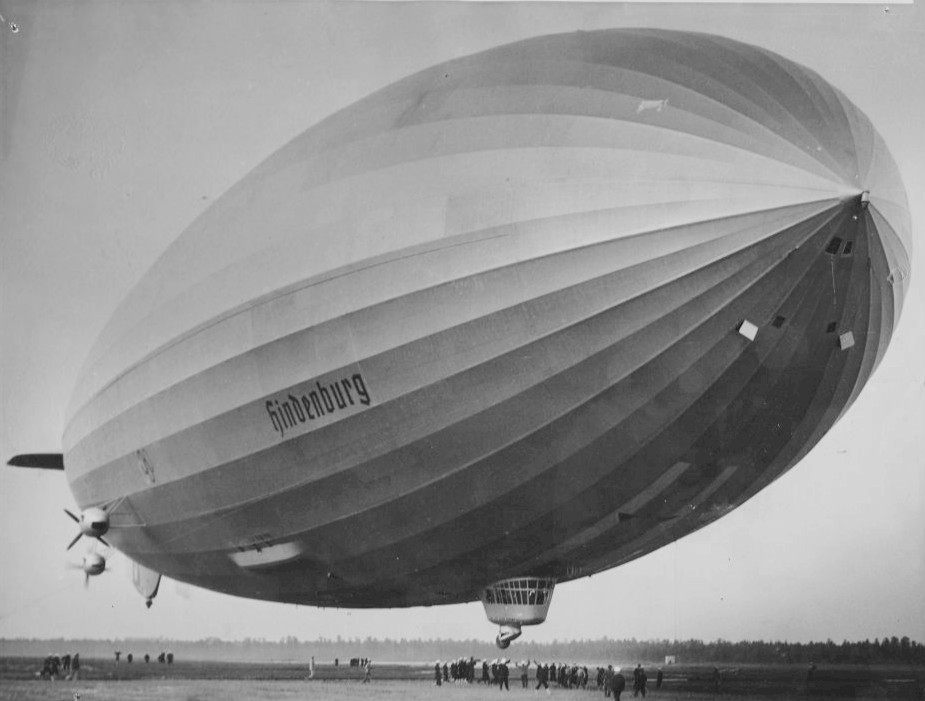
Luftschiff Hindenburg LZ 129, 1936
Apotheken-Logo, 1936
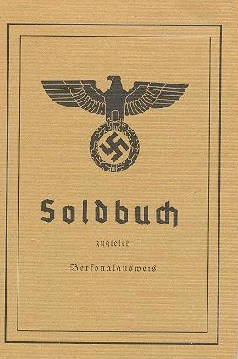
Soldbuch der Wehrmacht (ohne Datum)
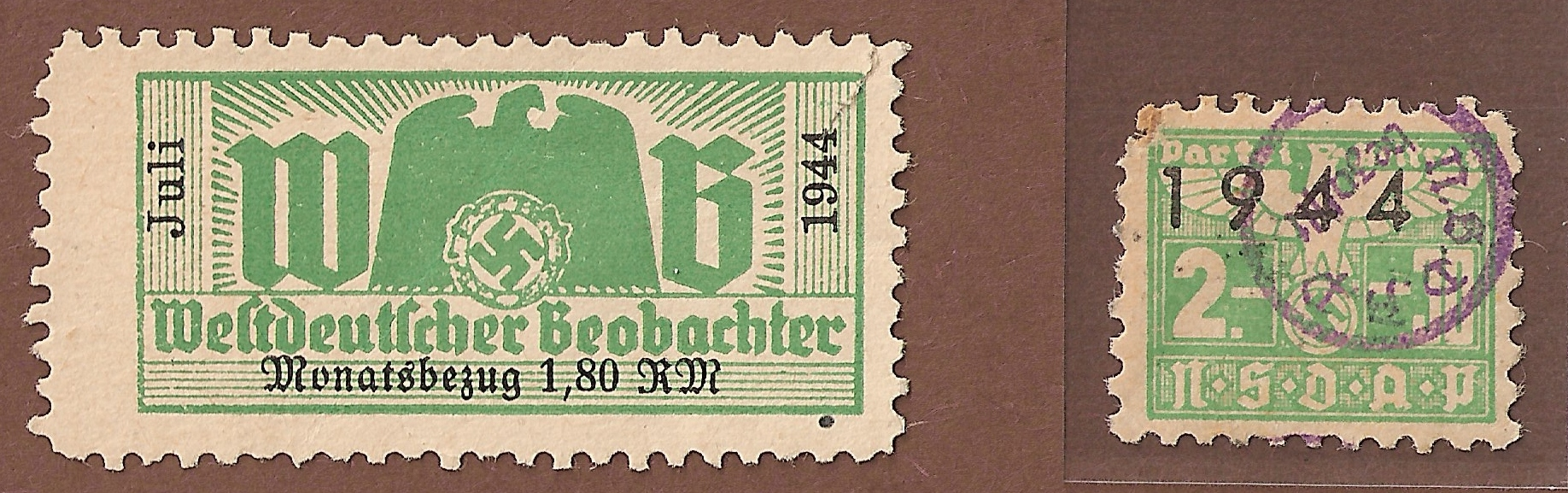
Wertmarken (links für Zeitungsabo, rechts fürs Parteibuch) (1944)
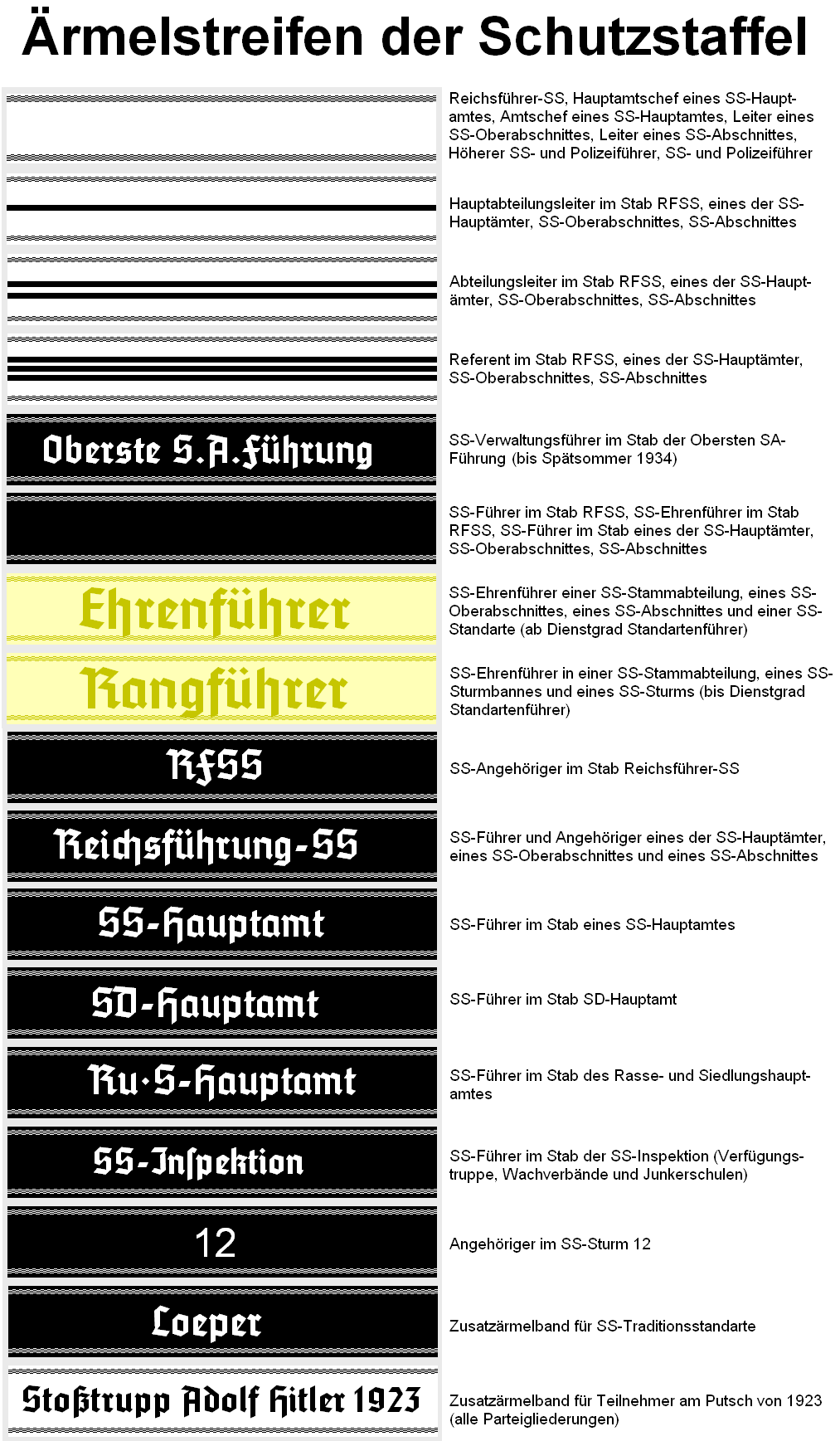
Ärmelstreifen der SS (Computersatz)
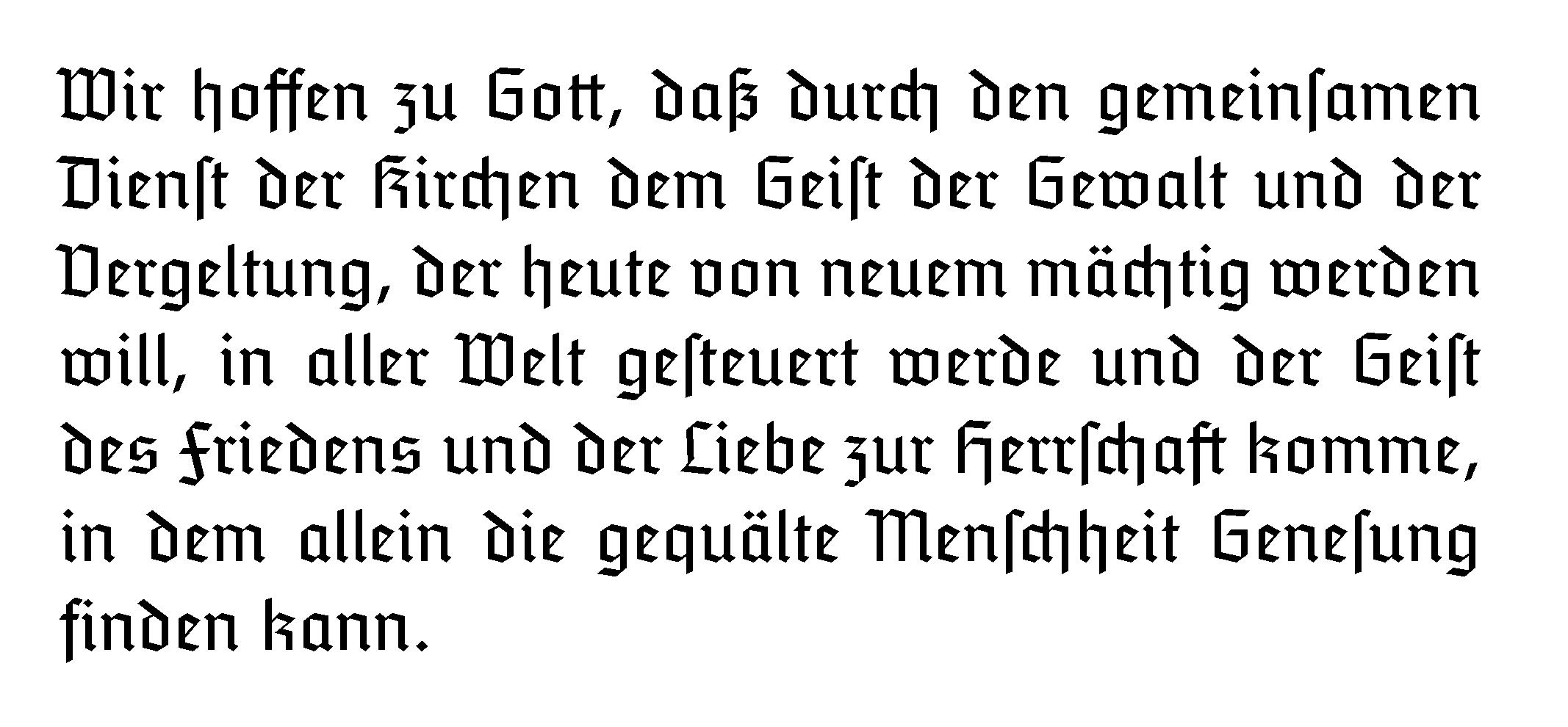
Auszug aus der Stuttgarter Erklärung, 1946 (Computersatz)
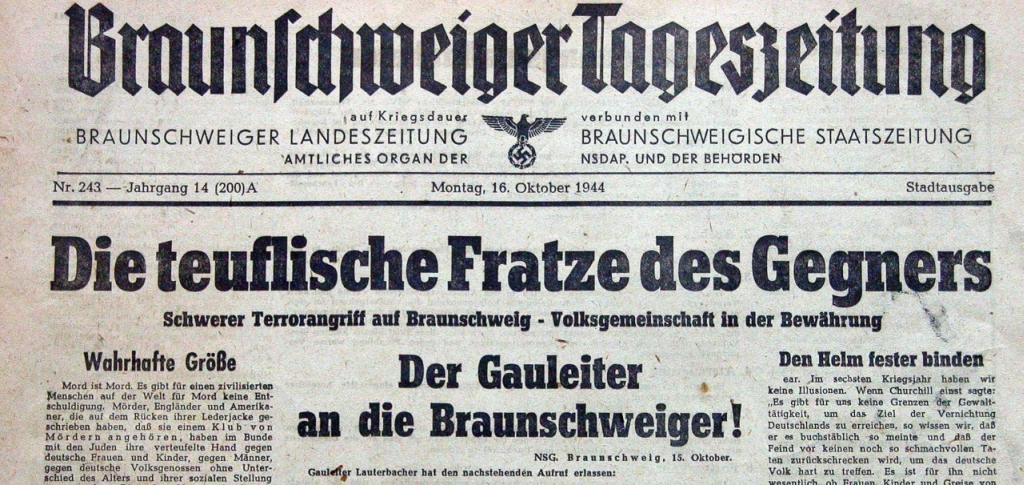
Braunschweiger Tageszeitung 1944. Zeitungskopf vereinfachte Textura (von 1931?), Text in Antiqua (seit 1941?)
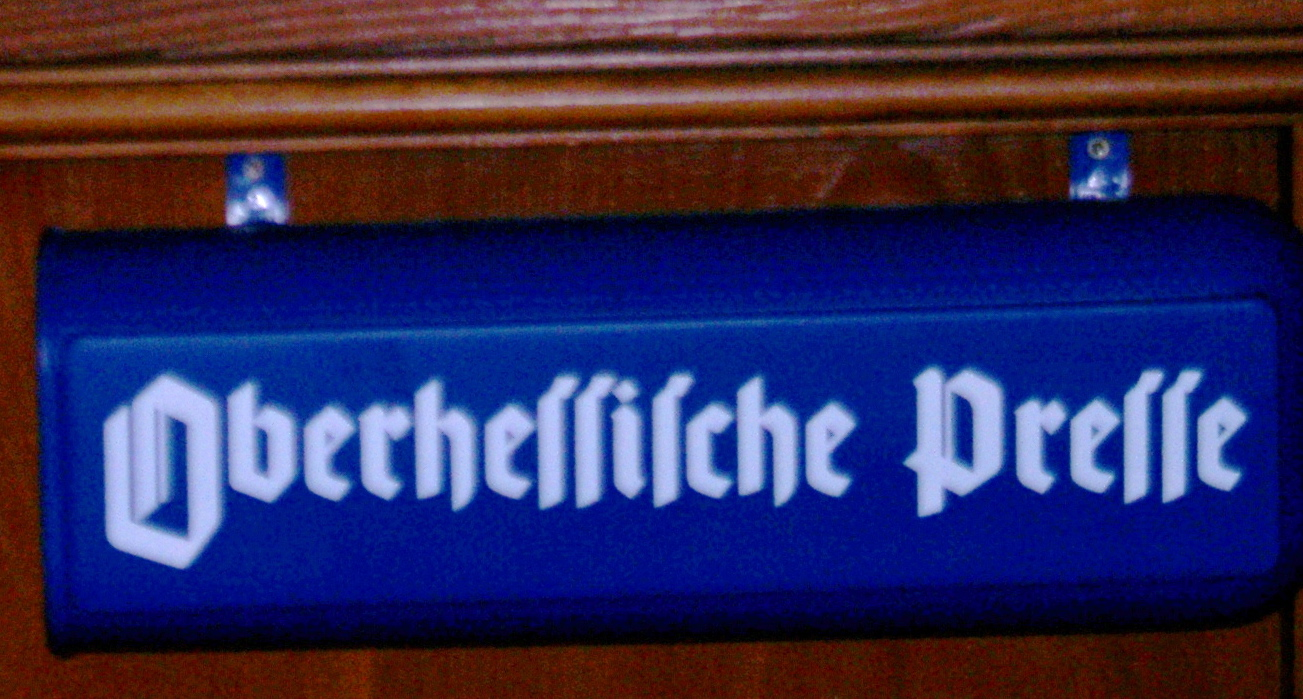
Oberhessische Presse, 1951: Gebrochene Grotesk oder schlichte Gotisch?
Logo der Bierbrauerei Hasseröder
Logo der Bierbrauerei Diebels
Logo der Bierbrauerei Warsteiner
Logo der Bierbrauerei Bitburger